# پرین (شبه جزیره)
پرین (روسی: Перынь؛ IPA: [pʲɪˈrɨnʲ]) شبه جزیره‌ای نزدیک ولیکی نووگورود (روسیه) است که به دلیل مجموعهٔ زیارتگاه‌های بت‌پرستی قرون وسطایی‌اش شناخته می‌شود. و همچنین به خاطر صومعه‌ای که به خوبی در دوره‌های بعدی حفظ شده است.